# Депутаты Верховного Совета Автономной Республики Крым III созыва
Список депутатов Верховного Совета Крыма 3-го созыва (1998—2002)
| Фамилия, имя, отчество            | Год рождения | Избирательный округ | Место избрания          | Партийность                       |
| --------------------------------- | ------------ | ------------------- | ----------------------- | --------------------------------- |
| Агеев Николай Алексеевич          | 1951         | 88                  | Сакский район           | беспартийный                      |
| Акимов Павел Иванович             | 1951         | 86                  | Раздольненский район    | беспартийный                      |
| Акопян Рудольф Сароевич           | 1944         | 85                  | Раздольненский район    | беспартийный                      |
| Алексеенко Светлана Степановна    | 1938—2009    | 7                   | Джанкой                 | беспартиная                       |
| Алешин Владимир Николаевич        | 1940—2013    | 44                  | Симферополь             | Компартия Украины                 |
| Антипенко Виктор Павлович         | 1953         | 1                   | Алушта                  | Народно-демократическая партия    |
| Аронов Рувим Львович              | 1955—2016    | 43                  | Симферополь             | партия «Союз»                     |
| Бабенко Геннадий Александрович    | 1950         | 29                  | Симферополь             | беспартийный                      |
| Багров Николай Васильевич         | 1937         | 73                  | Красногвардейский район | беспартийный                      |
| Бартенев Александр Владимирович   | 1956—2013    | 48                  | Феодосия                | беспартийный                      |
| Баталин Александр Сергеевич       | 1946         | 21                  | Керчь                   | Партия экономического возрождения |
| Безазиев Лентун Романович         | 1942         | 31                  | Симферополь             | Компартия Украины                 |
| Блинков Владилен Борисович        | 1934—2000    | 39                  | Симферополь             | Компартия Украины                 |
| Бондарь Александр Петрович        | 1955         | 82                  | Нижнегорский район      | Компартия Украины                 |
| Бурдюгов Анатолий Федорович       | 1958         | 97                  | Советский район         | Партия экономического возрождения |
| Бурей Иван Степанович             | 1944         | 9                   | Евпатория               | беспартийный                      |
| Васильев Владимир Михайлович      | 1945         | 3                   | Алушта                  | Компартия Украины                 |
| Велижанский Сергей Константинович | 1960         | 68                  | Джанкойский район       | беспартийный                      |
| Верченко Виталий Алексеевич       | 1940         | 90                  | Симферопольский район   | беспартийный                      |
| Воюш Владимир Дмитриевич          | 1957         | 50                  | Феодосия                | беспартийный                      |
| Гапула Владимир Васильевич        | 1951         | 75                  | Красногвардейский район | беспартийный                      |
| Говорущенко Геннадий Васильевич   | 1951         | 19                  | Керчь                   | беспартийный                      |
| Голубев Михаил Михайлович         | 1947         | 37                  | Симферополь             | Компартия Украины                 |
| Горбатов Николай Никитович        | 1946—2013    | 47                  | Феодосия                | беспартийный                      |
| Горулько Татьяна Леонидовна       | 1951         | 42                  | Симферополь             | Компартия Украины                 |
| Грач Леонид Иванович              | 1948         | 27                  | Симферополь             | Компартия Украины                 |
| Гриценко Анатолий Павлович        | 1958         | 79                  | Ленинский район         | беспартийный                      |
| Дегтярев Виктор Григорьевич       | 1938         | 26                  | Саки                    | Компартия Украины                 |
| Дейч Борис Давыдович              | 1938         | 45                  | Судак                   | беспартийный                      |
| Денисова Людмила Леонтьевна       | 1960         | 39                  | Симферополь             | беспартийная                      |
| Дычук Виталий Викторович          | 1971         | 77                  | Ленинский район         | беспартийный                      |
| Ерко Валерий Иванович             | 1948         | 6                   | Джанкой                 | Компартия Украины                 |
| Ефанов Валерий Александрович      | 1947         | 40                  | Симферополь             | Компартия Украины                 |
| Захаров Вячеслав Романович        | 1947         | 52                  | Ялта                    | Компартия Украины                 |
| Злобин Виктор Михайлович          | 1941—2010    | 8                   | Джанкой                 | Компартия Украины                 |
| Золотова Людмила Федоровна        | 1955         | 14                  | Керчь                   | беспартийная                      |
| Зубарев Валентин Львович          | 1939—2013    | 38                  | Симферополь             | Компартия Украины                 |
| Иванов Афанасий Яковлевич         | 1951         | 32                  | Симферополь             | Компартия Украины                 |
| Иванов Олег Александрович         | 1937         | 71                  | Кировский район         | Компартия Украины                 |
| Казак Леонид Васильевич           | 1947         | 93                  | Симферопольский район   | Аграрная партия                   |
| Каповский Илларион Игоревич       | 1959         | 28                  | Симферополь             | Компартия Украины                 |
| Капустин Николай Николаевич       | 1952         | 20                  | Керчь                   | беспартийный                      |
| Карлюга Владимир Иванович         | 1949         | 5                   | Армянск                 | Компартия Украины                 |
| Киселёв Василий Алексеевич        | 1948         | 67                  | Джанкойский район       | беспартийный                      |
| Колисниченко Николай Петрович     | 1949         | 46                  | Белогорский район       | беспартийный                      |
| Константинов Владимир Андреевич   | 1956         | 34                  | Симферополь             | беспартийный                      |
| Корнейчук Анатолий Васильевич     | 1957         | 84                  | Первомайский район      | Аграрная партия                   |
| Корнилов Юрий Петрович            | 1953         | 12                  | Евпатория               | Компартия Украины                 |
| Косянчук Василий Григорьевич      | 1946—2008    | 76                  | Красноперекопский район | Аграрная партия                   |
| Котляревский Николай Николаевич   | 1973         | 13                  | Евпатория               | беспартийный                      |
| Коцеруба Анатолий Яковлевич       | 1942         | 56                  | Ялта                    | беспартийный                      |
| Кравец Георгий Владимирович       | 1965         | 55                  | Ялта                    | Народно-демократическая партия    |
| Крицкий Александр Николаевич      | 1956         | 41                  | Симферополь             | Компартия Украины                 |
| Куницын Сергей Владимирович       | 1960         | 23                  | Красноперекопск         | Народно-демократическая партия    |
| Лазарев Анатолий Иванович         | 1941         | 33                  | Симферополь             | Компартия Украины                 |
| Лихачев Николай Исаевич           | 1950         | 63                  | Белогорский район       | беспартийный                      |
| Макриди Борис Петрович            | 1940—2013    | 72                  | Красногвардейский район | Компартия Украины                 |
| Максименко Евгений Владимирович   | 1951         | 16                  | Керчь                   | беспартийный                      |
| Матвеев Виктор Васильевич         | 1951—2013    | 89                  | Сакский район           | беспартийный                      |
| Махнаков Анатолий Иванович        | 1955         | 10                  | Евпатория               | Компартия Украины                 |
| Мешков Владимир Викторович        | 1960         | 57                  | Ялта                    | беспартийный                      |
| Наздрачев Алексей Николаевич      | 1960—2012    | 92                  | Симферопольский район   | Компартия Украины                 |
| Олейников Юрий Иванович           | 1951         | 70                  | Кировский район         | партия «Союз»                     |
| Осадчий Олег Владимирович         | 1951         | 18                  | Керчь                   | беспартийный                      |
| Панаид Виталий Иванович           | 1956         | 51                  | Ялта                    | беспартийный                      |
| Панченко Константин Сергеевич     | 1931—2007    | 36                  | Симферополь             | Компартия Украины                 |
| Петроченков Александр Данилович   | 1954         | 15                  | Керчь                   | беспартийный                      |
| Пешков Владимир Владимирович      | 1950         | 80                  | Нижнегорский район      | беспартийный                      |
| Пиронко Анатолий Викторович       | 1946         | 30                  | Симферополь             | Компартия Украины                 |
| Полищук Владимир Владимирович     | 1958         | 81                  | Нижнегорский район      | беспартийный                      |
| Поморцев Анатолий Данилович       | 1932         | 46                  | Феодосия                | Компартия Украины                 |
| Попов Виктор Федорович            | 1932         | 17                  | Керчь                   | Социалистическая партия Украины   |
| Прадун Валентин Пантелеймонович   | 1956         | 100                 | Черноморский район      | беспартийный                      |
| Присяжнюк Анатолий Иосифович      | 1953         | 60                  | Бахчисарайский район    | беспартийный                      |
| Пятов Василий Васильевич          | 1959         | 83                  | Первомайский район      | беспартийный                      |
| Реуцкая Евгения Валерьяновна      | 1939         | 2                   | Алушта                  | Компартия Украины                 |
| Родивилов Олег Леонидович         | 1965         | 11                  | Евпатория               | Русская община Крыма              |
| Рябков Александр Павлович         | 1956         | 35                  | Симферополь             | беспартийный                      |
| Саенко Анна Всеволодовна          | 1950—2005    | 94                  | Симферопольский район   | Компартия Украины                 |
| Сафина Татьяна Ильинична          | 1955         | 22                  | Керчь                   | Компартия Украины                 |
| Сидоренко Сергей Степанович       | 1961         | 69                  | Кировский район         | беспартийный                      |
| Слонимский Яков Михайлович        | 1928—2010    | 96                  | Симферопольский район   | партия «Союз»                     |
| Снегирев Федор Федорович          | 1947         | 87                  | Сакский район           | беспартийный                      |
| Стамболин Виктор Андреевич        | 1946         | 66                  | Джанкойский район       | беспартийный                      |
| Тарабрин Юрий Викторович          | 1940—2003    | 49                  | Феодосия                | Компартия Украины                 |
| Тарасенко Николай Васильевич      | 1949         | 99                  | Советский район         | беспартийный                      |
| Телков Николай Иванович           | 1936         | 53                  | Ялта                    | Компартия Украины                 |
| Томашек Георгий Иванович          | 1944         | 91                  | Симферопольский район   | Аграрная партия                   |
| Трандафил Кирилл Иванович         | 1950         | 24                  | Красноперекопск         | беспартийный                      |
| Тунгулин Юрий Андреевич           | 1938—2004    | 65                  | Джанкойский район       | партия «Союз»                     |
| Тур Сергей Васильевич             | 1959         | 95                  | Симферопольский район   | беспартийный                      |
| Тутеров Анатолий Лукич            | 1958         | 61                  | Бахчисарайский район    | беспартийный                      |
| Тутеров Владимир Лукич            | 1960         | 59                  | Бахчисарайский район    | беспартийный                      |
| Удовина Ольга Максимовна          | 1953         | 54                  | Ялта                    | Народно-демократическая партия    |
| Хиль Станислав Валентинович       | 1956         | 4                   | Армянск                 | беспартийный                      |
| Хмельницкий Николай Николаевич    | 1944—2013    | 74                  | Красногвардейский район | Компартия Украины                 |
| Шаманин Вячеслав Петрович         | 1953         | 62                  | Белогорский район       | Компартия Украины                 |
| Шацких Алексей Алексеевич         | 1964         | 98                  | Советский район         | партия «Союз»                     |
| Шевченко Юрий Витальевич          | 1963         | 78                  | Ленинский район         | беспартийный                      |
| Шекета Леонтий Иванович           | 1947         | 58                  | Бахчисарайский район    | Компартия Украины                 |
| Шкаберин Владимир Николаевич      | 1953         | 25                  | Саки                    | беспартийный                      |